# ポポロクロイス物語 (アニメ)
『ポポロクロイス物語』（ポポロクロイスものがたり）は、ゲーム『ポポロクロイス物語』のアニメ第1作で1998年10月4日 - 1999年3月28日に日曜 7:30 - 8:00にテレビ東京系列で放送された。

## 概要
この作品は、当時発売されたゲームソフト『ポポローグ』（PS）とのタイアップにより企画されたものである。ポポローグは物語をあまり意識せずゲーム性を重視していたため、この作品は逆に人間ドラマを中心に描く非戦闘的な話となった。なお、当作品における設定上ではゲームソフトのシリーズ第一作にあたる『ポポロクロイス物語』（PS）の続きの世界（時間軸）であるとされている。
明るくかわいらしいデザインタッチとは裏腹に、ポポロクロイス王国が乗っ取られて王家が没落貴族になるほか、主人公が自殺未遂をしたり、ホラー的な小心理劇が描かれたりするなど、子供向けアニメとしてはショッキングな展開も多い。しかし、それゆえにメッセージ性の高いエピソードとなり、ヒュウという少女を中心とした主人公ピエトロの成長物語となっている。
アニメの続編は『ポポロクロイス』だが、キャストは変更されている。

## あらすじ
ガミガミ魔王が、自分の発明した機械を使って国を乗っ取ろうと企んでいた。しかし、その機械の運転に失敗し、その時のはずみで機械が暴走を始め、時空の裂け目から1人の少女と、2匹の謎の生物が落ちてくる。少女は「風族」で、名前は「ヒュウ」という。その後、ガミガミ魔王がピエトロの竜の力を手にし、とうとう王国を乗っ取ってしまう。ピエトロ王子は国をガミガミ魔王から取り戻し、彼女を元の世界に戻すために、そして竜の力を失ってしまった自分が強くなるために旅に出る。

## 用語
風族
テレビアニメ第1作目オリジナルの設定。風に乗って自由に空を飛びまわる力をもつ、「空を自由に旅する誇り高き」種族。外見は一般的な人族と変わらないが、胸に必ず風族の紋章をつけている。地位や財産といったものに興味がなく、他の種族（特に人族）を蔑視する傾向にある。仲間や友人をもたず単独行動を好み、10歳を迎える前に親元を離れて一人立ちする。自由を愛し、何者にも縛られない生き方を好む。
遥か昔、どこからともなく人族の住む世界に現れたが、現れた時と同様ある日突然姿を消してしまい、風族は滅んだとされてその存在は人族の記憶から忘れ去られた。しかし、実際には人族の住む世界とは別の世界に移動しただけで、滅んではいない。なぜ風族が姿を消したのかについては、物語の終盤で明かされることになる。
アネモリトス
美しい水晶工芸品のような形をした魔法具。強大な力を封印する機能がある。正体は、はるか昔に起きてしまったある種族同士の悲劇を起こさないために契約として作られたものだが、その設定に関しては深く描かれていない。ポポロシリーズ全体を通して提唱されている「共存できない種族の定め」の象徴。

## キャスト
- ピエトロ - 折笠愛
- ナルシア - 白鳥由里
- ヒュウ - 宮島依里
- ギルダ - 北村岳子
- ガミガミ魔王 - 古田新太
- サンダ - 長嶝高士
- ストン - 内田岳志
- パウロ国王 - 巻島直樹
- サニア王妃 - 堂ノ脇恭子
- モーム大臣 - 菅原淳一
- 白騎士 - 江原正士
- シオン - 鶴ひろみ
- 風族の男 - 成田剣
- 風族の長 - 千田光男

## スタッフ
- 原作 - 田森庸介
- 監督 - 真下耕一
- シリーズ構成 - 堀川憲司、真下耕一
- キャラクター原案 - 福島敦子
- キャラクターデザイン - 後藤隆幸
- メカニックデザイン - 村田俊治
- 色彩設定 - こばやしみよ子
- 特殊効果 - 村上正博
- 美術監督 - 小山俊久
- 撮影監督 - 森下成一
- 編集 - 森田清次
- 音響監督 - 松川陸
- 音楽 - 大谷幸
- 制作プロダクション - Bee Train
- ラインプロデュース - 堀川憲司
- プロデューサー - 小林教子、蛭田とみ代
- 製作 - テレビ東京、SPE・ビジュアルワークス

## 主題歌
オープニングテーマ「夏気球」
歌・作詞・作曲 - 大塚利恵 / 編曲 - 石川鉄男、大塚利恵 / レーベル - アンティノスレコード
シングルとして発売。後にボーカルコレクション・サウンドトラックにも収録。
エンディングテーマ
「風の魔法」（1話 - 24話）
歌・作詞・作曲 - 大藤史 / 編曲 - Thousand sketcheS / レーベル - SPEビジュアルワークス
シングルとして発売。そのカップリングに同曲のアコースティック・バージョンを収録。後にボーカルコレクション・サウンドトラックにも収録。
「風の魔法（ヒュウバージョン）」（25話）
作詞・作曲 - 大藤史 / 編曲 - Thousand sketcheS / 歌 - 宮島依里 / レーベル - SPEビジュアルワークス
「ポポロクロイス物語」アニメーション・サウンドトラック2に収録。ちなみに同サントラには、ヒュウが歌っていた挿入歌「わたしぼっち」の《大籐史ヴァージョン》も収録。

## 挿入歌
各キャラクターが歌う挿入歌は全てヴォーカル・コレクションに収録されている。
ガミガミのテーマ「The男のロマン」
作詞 - 鮎沢すみ絵 / 作曲 - フラワーカンパニーズ / 編曲 - 大谷幸 / 歌 - ガミガミ魔王（古田新太）
- ナルシアにあてた曲だが、本編中で、ガミガミ魔王が惚れ薬によって、ヒュウに惚れたときに歌われたときは、ヒュウにあてたものとして歌われた。

ナルシア&カイのテーマ「リボン」
作詞 - 鮎沢すみ絵 / 作曲・編曲 - 大谷幸 / 歌 - ナルシア&カイ（白鳥由里）
- 本編中では使用されなかったが、DVDの特典映像の中で使用された。
- ピエトロの挿入歌「君がいてくれる」がシングル化された際、カップリングとして収録。その後、ヴォーカル・コレクションに収録された。

ヒュウのテーマ「わたしぼっち」（8話）
作詞 - 鮎沢すみ絵 / 作曲 - 大藤史 / 編曲 - 大谷幸 / 歌 - ヒュウ（宮島依里）
- サウンドトラックに、大藤史が歌ったものが収録されており、こちらは本編では使用されていない。

ギルダのテーマ「シークレット・カーニバル」（4話）
作詞 - 鮎沢すみ絵 / 作曲 - 朝倉紀行 / 編曲 - 大谷幸 / 歌 - ギルダ（北村岳子）
サニアのテーマ「空を見上げて」（15話）
作詞 - 鮎沢すみ絵 / 作曲・編曲 - 大谷幸 / 歌 - サニア（堂ノ脇恭子）
ピエトロのテーマ「君がいてくれる」（11話）
作詞 - 鮎沢すみ絵 / 作曲 - 佐橋佳幸 / 編曲 - 大谷幸 / 歌 - ピエトロ（折笠愛）
- ゲームの主題歌である「ピエトロの旅立ち」と同じメロディーになっている。
- シングル化された。

## 各話リスト
| 話数 | サブタイトル   | 脚本     | 絵コンテ   | 演出              | 作画監督          | 放送日         |
| ---- | -------------- | -------- | ---------- | ----------------- | ----------------- | -------------- |
| 1    | 風少女         | 松井亜弥 | 真下耕一   | 川崎逸朗          | 後藤隆幸          | 1998年 10月4日 |
| 2    | 風神雷神       | 面出明美 | 川崎逸朗   | 須藤隆            | 菊地洋子          | 10月11日       |
| 3    | 白騎士         | 松井亜弥 | 千明孝一   | 川崎逸朗          | 松本憲生 後藤隆幸 | 10月18日       |
| 4    | 魔法のスープ   | 三井秀樹 | 高柳滋仁   | 高柳滋仁          | 加野晃            | 10月25日       |
| 5    | アネモリトス   | 松井亜弥 | 石山タカ明 | 須藤隆            | 敷島博英          | 11月1日        |
| 6    | 恋はガミガミ   | 面出明美 | 川崎逸朗   | 川崎逸朗          | 後藤隆幸          | 11月8日        |
| 7    | 黄金の鍵       | 三井秀樹 | 寺東克己   | 多田俊介          | 丹澤学            | 11月15日       |
| 8    | 男のロマン     | 松井亜弥 | 高柳滋仁   | 高柳滋仁          | 若林厚史          | 11月22日       |
| 9    | ふたりの少女   | 面出明美 | 山野あきら | 須藤隆            | 河口俊夫          | 11月29日       |
| 10   | 知恵くらべ     | 三井秀樹 | 坂田純一   | 川崎逸朗          | 後藤隆幸          | 12月6日        |
| 11   | 一粒の豆       | 松井亜弥 | 石山タカ明 | 多田俊介          | 菊地洋子          | 12月13日       |
| 12   | 王子がいっぱい | 面出明美 | 川崎逸朗   | 川崎逸朗 須藤隆   | 敷島博英          | 12月20日       |
| 13   | 男の子         | 三井秀樹 | 高柳滋仁   | 伊藤喬子 多田俊介 | なかじまちゅうじ  | 12月27日       |
| 14   | シオンの涙     | 松井亜弥 | 寺東克己   | 須藤隆            | 高橋晃            | 1999年 1月10日 |
| 15   | 空を見上げて   | 面出明美 | 多田俊介   | 多田俊介          | 菊地洋子          | 1月17日        |
| 16   | 花ふぶき       | 松井亜弥 | 山野あきら | 川崎逸朗 須藤隆   | 後藤隆幸          | 1月24日        |
| 17   | 海辺の楽園     | 面出明美 | 寺東克己   | 須藤隆            | 河口俊夫          | 1月31日        |
| 18   | 心の森         | 三井秀樹 | 坂田純一   | 多田俊介          | 高橋晃            | 2月7日         |
| 19   | 風と魔法       | 松井亜弥 | 石山タカ明 | 多田俊介          | 敷島博英          | 2月14日        |
| 20   | 甘い誘惑       | 面出明美 | 川崎逸朗   | 須藤隆            | なかじまちゅうじ  | 2月21日        |
| 21   | 災いの儀式     | 三井秀樹 | 山野あきら | 須藤隆 大野和寿   | 後藤隆幸          | 2月28日        |
| 22   | 風の呼び声     | 松井亜弥 | 坂田純一   | 多田俊介          | 古川尚哉          | 3月7日         |
| 23   | 風族のさだめ   | 面出明美 | 大野和寿   | 高木茂樹          | 岡辰也            | 3月14日        |
| 24   | 別れの木の実   | 三井秀樹 | 石山タカ明 | 須藤隆            | 河口俊夫          | 3月21日        |
| 25   | 小さな輝き     | 松井亜弥 | 石山タカ明 | 石山タカ明        | 後藤隆幸          | 3月28日        |